# Notopfer Berlin

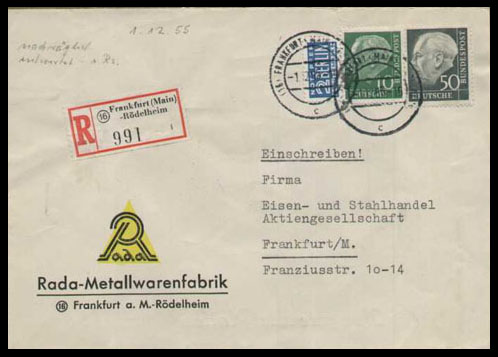
Notopfer op een brief naast de gewone frankering

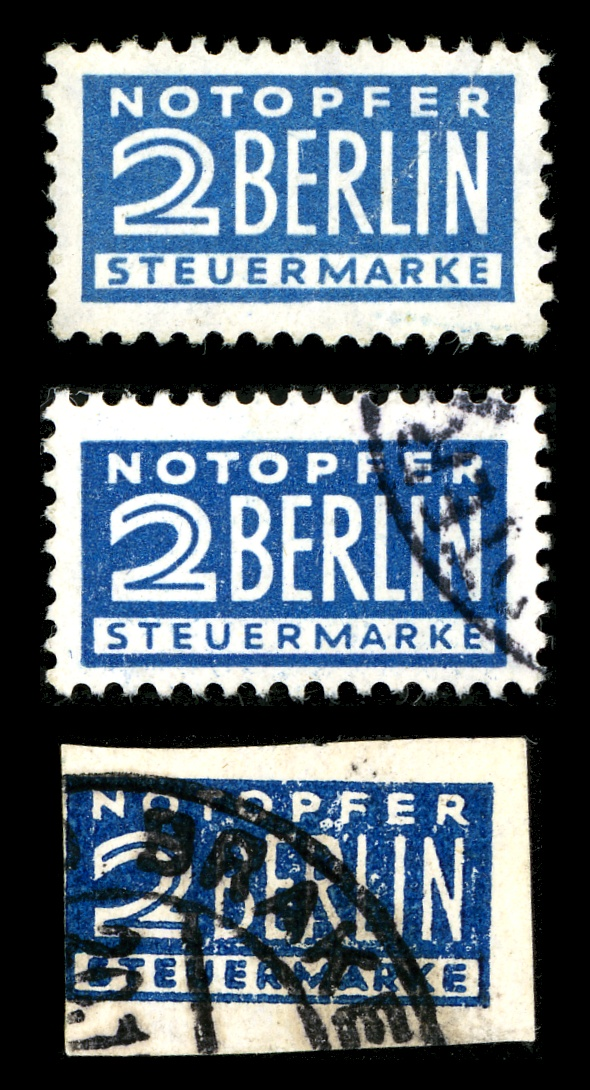
Drie Notopferzegels

De West-Duitse Notopfer Berlin van 2 pfennig — bijgenaamd blauwe vlo — was een verplichte toeslagzegel die in de periode 1949-1956 op elke binnenlandse brief in West-Duitsland moest worden geplakt in verband met de blokkade van Berlijn. De opbrengst was bestemd voor economische hulp voor de bevolking van West-Berlijn.
Aanvankelijk was de zegel ongetand, maar vanaf begin 1950 werden alle vellen geperforeerd. Door de grote oplage - er zijn 20 miljard van deze zegels gebruikt - zijn er verschillende varianten bekend (watermerk, tanding, typografische verschillen), waarvan sommige zeldzaam zijn. 
In de Michel catalogus is deze zegel opgenomen in de categorie Zwangszuschlagmarken (dwangtoeslagzegel).
Op post naar het buitenland was het zegeltje niet verplicht, en ook niet op post naar de Sovjet-bezettingszone in Duitsland (SBZ) en de opvolger daarvan, de Deutsche Demokratische Republik (DDR). De DDR gold als buitenland. Het Notopfer-zegeltje gaf overigens aanleiding tot een postoorlog tussen West- en Oost-Duitsland (SBZ/DDR). De Deutsche Post, de Oost-Duitse postdienst, erkende het zegeltje niet. Als het per ongeluk toch geplakt was op een poststuk naar de SBZ/DDR, werd dat poststuk teruggestuurd naar de afzender of het zegeltje zwart gemaakt.